# Чемпіонат світу з трекових велоперегонів 1904
Чемпіонат світу з трекових велоперегонів 1904 пройшов з 3 по 10 вересня 1904 року в Лондоні, Велика Британія. Змагання проводилися у двох дисциплінах — спринті та гонці за лідером серед аматорів та для професіоналів окремо.

## Медалісти

### Чоловіки
Професіонали
| Дисципліна       | Золото        | Срібло             | Бронза             |
| Спринт           | Івер Ловсон   | Торвальд Еллегаард | Генрі Маєр         |
| Гонка за лідером | Роберт Валтур | Сезар Сімар        | Артур Вандерштуйфт |

Аматори
| Дисципліна       | Золото       | Срібло      | Бронза        |
| Спринт           | Маркус Харлі | Артур Рід   | Джеймс Беньон |
| Гонка за лідером | Леон Мередіт | Вільям Петт | Джордж Оллі   |

## Загальний медальний залік
| Місце  | Країна           | Золото | Срібло | Бронза | Загалом |
| ------ | ---------------- | ------ | ------ | ------ | ------- |
| 1      | США              | 3      |        |        | 3       |
| 2      | Велика Британія  | 1      | 2      | 2      | 5       |
| 3      | Франція          |        | 1      |        | 1       |
| 3      | Данія            |        | 1      |        | 1       |
| 5      | Німецька імперія |        |        | 1      | 1       |
| 5      | Бельгія          |        |        | 1      | 1       |
| Всього | Всього           | 4      | 4      | 4      | 12      |